# Vierschansentoernooi 2013
Het Vierschansentoernooi 2013 was de 61e editie van het schansspringtoernooi dat traditioneel rond de jaarwisseling wordt georganiseerd. Het toernooi ging van start op 29 december 2012 met de kwalificatie in Oberstdorf en eindigde op 6 januari 2013 met de afsluitende wedstrijd in Bischofshofen. De schansspringer die over de vier wedstrijden de meeste punten verzamelde, was de winnaar van het Vierschansentoernooi. Alle wedstrijden tellen ook mee voor de individuele wereldbeker.
Het toernooi werd vorig jaar gewonnen door de Oostenrijker Gregor Schlierenzauer, die toen zowel de openingswedstrijd in Oberstdorf als de tweede wedstrijd in Garmisch-Partenkirchen won. Schlierenzauer prolongeerde de eindzege, daarnaast won de Oostenrijker de wedstrijden in Innsbruck en Bischofshofen.

## Programma
| Datum      | Tijd  | Plaats                 | Schans                              | Schansrecord | Detail       |
| ---------- | ----- | ---------------------- | ----------------------------------- | ------------ | ------------ |
| 29/12/2012 | 16:00 | Oberstdorf             | Schattenbergschanze (HS 137)        | 143,5 m      | Kwalificatie |
| 30/12/2012 | 16:00 | Oberstdorf             | Schattenbergschanze (HS 137)        | 143,5 m      | Wedstrijd    |
| 31/12/2012 | 14:00 | Garmisch-Partenkirchen | Große Olympiaschanze (HS 140)       | 143,5 m      | Kwalificatie |
| 01/01/2013 | 14:00 | Garmisch-Partenkirchen | Große Olympiaschanze (HS 140)       | 143,5 m      | Wedstrijd    |
| 03/01/2013 | 13:45 | Innsbruck              | Bergisel-Schanze (HS 130)           | 136 m        | Kwalificatie |
| 04/01/2013 | 13:45 | Innsbruck              | Bergisel-Schanze (HS 130)           | 136 m        | Wedstrijd    |
| 05/01/2013 | 16:15 | Bischofshofen          | Paul-Ausserleitner-Schanze (HS 140) | 143 m        | Kwalificatie |
| 06/01/2013 | 16:30 | Bischofshofen          | Paul-Ausserleitner-Schanze (HS 140) | 143 m        | Wedstrijd    |

## Resultaten

### Oberstdorf
| Uitslag | Uitslag               | Uitslag | Uitslag |
| #       | Naam                  | Land    | Punten  |
| ------- | --------------------- | ------- | ------- |
| 1       | Anders Jacobsen       | NOR     | 308,6   |
| 2       | Gregor Schlierenzauer | AUT     | 297,0   |
| 3       | Severin Freund        | GER     | 290,8   |
| 4       | Dmitri Vasiljev       | RUS     | 282,6   |
| 5       | Tom Hilde             | NOR     | 281,3   |
| 6       | Simon Ammann          | SUI     | 280,3   |
| 7       | Manuel Fettner        | AUT     | 278,7   |
| 8       | Michael Neumayer      | GER     | 274,6   |
| 9       | Rune Velta            | NOR     | 272,8   |
| 10      | Andreas Wellinger     | GER     | 272,4   |

| Klassement | Klassement            | Klassement | Klassement |
| #          | Naam                  | Land       | Punten     |
| ---------- | --------------------- | ---------- | ---------- |
| 1          | Anders Jacobsen       | NOR        | 308,6      |
| 2          | Gregor Schlierenzauer | AUT        | 297,0      |
| 3          | Severin Freund        | GER        | 290,8      |
| 4          | Dmitri Vasiljev       | RUS        | 282,6      |
| 5          | Tom Hilde             | NOR        | 281,3      |
| 6          | Simon Ammann          | SUI        | 280,3      |
| 7          | Manuel Fettner        | AUT        | 278,7      |
| 8          | Michael Neumayer      | GER        | 274,6      |
| 9          | Rune Velta            | NOR        | 272,8      |
| 10         | Andreas Wellinger     | GER        | 272,4      |

### Garmisch-Partenkirchen
| Uitslag | Uitslag               | Uitslag | Uitslag |
| #       | Naam                  | Land    | Punten  |
| ------- | --------------------- | ------- | ------- |
| 1       | Anders Jacobsen       | NOR     | 277,7   |
| 2       | Gregor Schlierenzauer | AUT     | 276,8   |
| 3       | Anders Bardal         | NOR     | 267,2   |
| 4       | Tom Hilde             | NOR     | 266,4   |
| 5       | Maciej Kot            | POL     | 265,7   |
| 6       | Dmitri Vasiljev       | RUS     | 261,8   |
| 6       | Kamil Stoch           | POL     | 261,8   |
| 8       | Jaka Hvala            | SLO     | 254,2   |
| 9       | Andreas Wellinger     | GER     | 253,0   |
| 10      | Peter Prevc           | SLO     | 252,6   |

| Klassement | Klassement            | Klassement | Klassement |
| #          | Naam                  | Land       | Punten     |
| ---------- | --------------------- | ---------- | ---------- |
| 1          | Anders Jacobsen       | NOR        | 586,3      |
| 2          | Gregor Schlierenzauer | AUT        | 573,8      |
| 3          | Tom Hilde             | NOR        | 547,7      |
| 4          | Dmitri Vasiljev       | RUS        | 544,4      |
| 5          | Severin Freund        | GER        | 542,7      |
| 6          | Anders Bardal         | NOR        | 534,1      |
| 7          | Kamil Stoch           | POL        | 526,1      |
| 8          | Andreas Wellinger     | GER        | 525,4      |
| 9          | Jaka Hvala            | SLO        | 520,9      |
| 10         | Michael Neumayer      | GER        | 520,7      |

### Innsbruck
| Uitslag | Uitslag               | Uitslag | Uitslag |
| #       | Naam                  | Land    | Punten  |
| ------- | --------------------- | ------- | ------- |
| 1       | Gregor Schlierenzauer | AUT     | 253,7   |
| 2       | Kamil Stoch           | POL     | 240,9   |
| 3       | Anders Bardal         | NOR     | 235,4   |
| 4       | Severin Freund        | GER     | 234,4   |
| 5       | Peter Prevc           | SLO     | 232,3   |
| 6       | Tom Hilde             | NOR     | 230,6   |
| 7       | Anders Jacobsen       | NOR     | 230,5   |
| 8       | Lukáš Hlava           | CZE     | 227,9   |
| 9       | Maciej Kot            | POL     | 226,7   |
| 10      | Martin Koch           | AUT     | 226,6   |

| Klassement | Klassement            | Klassement | Klassement |
| #          | Naam                  | Land       | Punten     |
| ---------- | --------------------- | ---------- | ---------- |
| 1          | Gregor Schlierenzauer | AUT        | 827,5      |
| 2          | Anders Jacobsen       | NOR        | 816,8      |
| 3          | Tom Hilde             | NOR        | 778,3      |
| 4          | Severin Freund        | GER        | 777,1      |
| 5          | Anders Bardal         | NOR        | 769,5      |
| 6          | Kamil Stoch           | POL        | 767,0      |
| 7          | Andreas Wellinger     | GER        | 745,5      |
| 8          | Michael Neumayer      | GER        | 745,2      |
| 9          | Peter Prevc           | SLO        | 744,7      |
| 10         | Dmitri Vasiljev       | RUS        | 741,9      |

### Bischofshofen
| Uitslag | Uitslag               | Uitslag | Uitslag |
| #       | Naam                  | Land    | Punten  |
| ------- | --------------------- | ------- | ------- |
| 1       | Gregor Schlierenzauer | AUT     | 272,7   |
| 2       | Anders Jacobsen       | NOR     | 270,4   |
| 3       | Stefan Kraft          | AUT     | 261,3   |
| 4       | Kamil Stoch           | POL     | 260,2   |
| 5       | Anders Bardal         | NOR     | 257,3   |
| 6       | Thomas Morgenstern    | AUT     | 253,7   |
| 7       | Dmitri Vasiljev       | RUS     | 252,9   |
| 8       | Michael Neumayer      | GER     | 251,2   |
| 9       | Tom Hilde             | NOR     | 250,9   |
| 10      | Maciej Kot            | POL     | 250,8   |

| Klassement | Klassement            | Klassement | Klassement |
| #          | Naam                  | Land       | Punten     |
| ---------- | --------------------- | ---------- | ---------- |
| 1          | Gregor Schlierenzauer | AUT        | 1100,2     |
| 2          | Anders Jacobsen       | NOR        | 1087,2     |
| 3          | Tom Hilde             | NOR        | 1029,2     |
| 4          | Kamil Stoch           | POL        | 1027,2     |
| 5          | Anders Bardal         | NOR        | 1026,8     |
| 6          | Michael Neumayer      | GER        | 996,7      |
| 7          | Dmitri Vasiljev       | RUS        | 994,8      |
| 8          | Peter Prevc           | SLO        | 989,9      |
| 9          | Andreas Wellinger     | GER        | 988,7      |
| 10         | Martin Schmitt        | GER        | 980,8      |